# KLF5
KLF5 (англ. Kruppel like factor 5) – білок, який кодується однойменним геном, розташованим у людей на короткому плечі 13-ї хромосоми. Довжина поліпептидного ланцюга білка становить 457 амінокислот, а молекулярна маса — 50 792.
| 10         |  | 20         |  | 30         |  | 40         |  | 50         |
| ---------- |  | ---------- |  | ---------- |  | ---------- |  | ---------- |
| MATRVLSMSA |  | RLGPVPQPPA |  | PQDEPVFAQL |  | KPVLGAANPA |  | RDAALFPGEE |
| LKHAHHRPQA |  | QPAPAQAPQP |  | AQPPATGPRL |  | PPEDLVQTRC |  | EMEKYLTPQL |
| PPVPIIPEHK |  | KYRRDSASVV |  | DQFFTDTEGL |  | PYSINMNVFL |  | PDITHLRTGL |
| YKSQRPCVTH |  | IKTEPVAIFS |  | HQSETTAPPP |  | APTQALPEFT |  | SIFSSHQTAA |
| PEVNNIFIKQ |  | ELPTPDLHLS |  | VPTQQGHLYQ |  | LLNTPDLDMP |  | SSTNQTAAMD |
| TLNVSMSAAM |  | AGLNTHTSAV |  | PQTAVKQFQG |  | MPPCTYTMPS |  | QFLPQQATYF |
| PPSPPSSEPG |  | SPDRQAEMLQ |  | NLTPPPSYAA |  | TIASKLAIHN |  | PNLPTTLPVN |
| SQNIQPVRYN |  | RRSNPDLEKR |  | RIHYCDYPGC |  | TKVYTKSSHL |  | KAHLRTHTGE |
| KPYKCTWEGC |  | DWRFARSDEL |  | TRHYRKHTGA |  | KPFQCGVCNR |  | SFSRSDHLAL |
| HMKRHQN    |  |            |  |            |  |            |  |            |

A: Аланін

C: Цистеїн

D: Аспарагінова кислота

E: Глутамінова кислота

F: Фенілаланін

G: Гліцин

H: Гістидин

I: Ізолейцин

K: Лізин

L: Лейцин

M: Метіонін

N: Аспарагін

P: Пролін

Q: Глутамін

R: Аргінін

S: Серин

T: Треонін

V: Валін

W: Триптофан

Кодований геном білок за функцією належить до активаторів. 
Задіяний у таких біологічних процесах, як транскрипція, регуляція транскрипції, альтернативний сплайсинг. 
Білок має сайт для зв'язування з іонами металів, іоном цинку, ДНК. 
Локалізований у ядрі.